# Phare de Hilton Head
Ls phare de Hilton Head (en anglais : Hilton Head Light) est un ancien phare arrière situé sur l'île de Hilton-Head dans le Comté de Beaufort en Caroline du Sud. Ce phare est aussi connu sous le nom de phare de Leamington. Il est situé dans le quartier de Leamington du Palmetto Dunes Resort et a été construit entre 1879 et 1880 dans le cadre d'un système plus vaste de feux de navigation guidant les navires vers Port Royal Sound.
Il est inscrit au Registre national des lieux historiques depuis le 12 décembre 1885 sous le n° 85003349.

## Historique
Le phare a été construit par l'United States Lighthouse Board de 1879 à 1880 . Il s’agit d’une tour à claire-voie en fonte, construite sur six piliers en béton. La base hexagonale a un diamètre de 9,1 m. Il y a une tour d'escalier cylindrique centrale avec un escalier en colimaçon. La salle de la lanterne hexagonale est une structure en bois. Le plan focal de la lanterne est à 27 m au-dessus de sa base et à 28 m au-dessus du niveau moyen de la mer. La tour était recouverte d'un revêtement en bois, qui a ensuite été recouvert de tôle. Cette gaine a été enlevée depuis.
La tour possédait à l'origine des lampes à huile, qui ont été remplacées en 1893 par des lampes Funck-Heap. La station a été désactivée en 1932. Le feu avant d’alignement était mobile pour compenser le changement de chaîne. La maison de carburant en brique près de la tour n'existe plus.
La maison du gardien a été transférée à Harbour Town.
Bien que le faux phare de Harbour Town, à l'extrémité sud de l'île de Hilton Head, soit plus largement connu, le phare arrière de Hilton Head est le seul véritable phare de l'île. Présenté sur le registre national des lieux historiques et faisant partie de l'inventaire des stations de phare historiques, le phare occupe une place unique dans l'histoire de l'île de Hilton Head. Aujourd'hui, seule la structure de 92 pieds survit, ainsi qu'une maison pétrolière en brique d'époque et une citerne d'eau située sur place à côté de l'un des plus anciens chênes vivants de l'île de Hilton Head.
Identifiant : ARLHS : USA-972.

### Lien connexe
- Liste des phares en Caroline du Sud